# Liste der Bodendenkmäler in Günzach
Auf dieser Seite sind die Bodendenkmäler in der schwäbischen Gemeinde Günzach zusammengestellt. Diese Tabelle ist eine Teilliste der Liste der Bodendenkmäler in Bayern. Grundlage ist die Bayerische Denkmalliste, die auf Basis des Bayerischen Denkmalschutzgesetzes vom 1. Oktober 1973 erstmals erstellt wurde und seither durch das Bayerische Landesamt für Denkmalpflege geführt wird. Die folgenden Angaben ersetzen nicht die rechtsverbindliche Auskunft der Denkmalschutzbehörde.

## Bodendenkmäler in Günzach
| Lage       | Objekt | Akten-Nr.     | Bild |
| ---------- | --- | ------------- | ---- |
| (Standort) | Befestigung vor- und frühgeschichtlicher Zeitstellung.                                                     | D-7-8128-0026 |      |
| (Standort) | Mittelalterlicher Burgstall.                                                                               | D-7-8128-0031 |      |
| (Standort) | Mittelalterlicher Burgstall.                                                                               | D-7-8128-0032 |      |
| (Standort) | Villa rustica der römischen Kaiserzeit.                                                                    | D-7-8128-0033 |      |
| (Standort) | Römische Villa rustica.                                                                                    | D-7-8128-0034 |      |
| (Standort) | Siedlung vor- und frühgeschichtlicher oder mittelalterlicher Zeitstellung.                                 | D-7-8128-0037 |      |
| (Standort) | Siedlung der römischen Kaiserzeit.                                                                         | D-7-8128-0071 |      |
| (Standort) | Mittelalterliche und frühneuzeitliche Befunde im Bereich des Schlosses von Günzach.                        | D-7-8128-0075 |      |
| (Standort) | Mittelalterliche und frühneuzeitliche Befunde im Bereich der Kath. Filialkirche St. Wolfgang in Immenthal. | D-7-8128-0079 |      |
| (Standort) | Burgstall des Mittelalters.                                                                                | D-7-8128-0114 |      |
| (Standort) | Straße der römischen Kaiserzeit.                                                                           | D-7-8128-0115 |      |
| (Standort) | Straße der römischen Kaiserzeit.                                                                           | D-7-8128-0116 |      |